# Bolesław Gardulski
Bolesław Gardulski (ur. 27 września 1885 w Dąbrowie Tarnowskiej zm. 30 stycznia 1961 w Krakowie) – polski prawnik, fotograf.

## Młodość
W wieku 17 lat aparatem własnej konstrukcji z kliszą o rozmiarach 9×12 cm wykonał pierwsze fotografie. Cztery lata później został członkiem Krakowskiego Towarzystwa Fotografów Amatorów. W 1908 roku skończył studia na wydziale prawa UJ.

## Kariera prawnicza
Zaraz po studiach rozpoczął pracę jako sędzia powiatowy w Radłowie i Nowym Targu. W 1920 roku został prokuratorem okręgowym, a później sędzią apelacyjnym i wiceprezesem sądu w Poznaniu. W 1939 był sędzią Sądu Apelacyjnego w Krakowie.
W 1949 przeszedł na emeryturę i został notariuszem oraz kierownikiem Państwowego Biura Notarialnego w Żywcu).

## Kariera fotograficzna
Od 1924 roku był współzałożycielem i członkiem Polskiego Towarzystwa Miłośników Fotografii w Poznaniu. Od tego czasu prowadził też kursy fotograficzne w zakresie technik specjalnych. W 1925 roku uczestniczył w IX Dorocznej Ogólnopolskiej Wystawie Fotografii Artystycznej w Towarzystwie Przyjaciół Sztuk Pięknych. W 1926 roku został prezesem Stowarzyszenia Miłośników Fotografii w Poznaniu, pod którego patronatem był Polski Przegląd Fotograficzny (utworzony rok wcześniej m.in. dzięki Gardulskiemu). W 1927 roku pokazał swoje prace na I Międzynarodowym Salonie Fotografii Artystycznej w Warszawie. W tym samym roku wystawił swoje prace na międzynarodowej wystawie w Sydney. W 1928 roku wraz z Tadeuszem Cyprianem wydał Podręcznik fotografii dla początkujących. W 1929 roku wystawiał swoje prace na indywidualnej wystawie w Polskim Towarzystwie Fotograficznym w Warszawie. W tym samym roku był współorganizatorem III Międzynarodowego Salonu Fotografiki w Polsce. Od 1930 roku był członkiem Fotoklubu Polskiego, a od 1931 roku - członkiem Komitetu Honorowego V Międzynarodowego Salonu Fotografiki w Polsce. W latach 1932–1949 pracował jako sędzia apelacyjny i wiceprezes Sądu w Krakowie. Od 1932 roku czynnie uczestniczył w oddziale krakowskim Polskiego Towarzystwa Krajoznawczego, współpracował też z Klubem Fotograficznym Y.M.C.A. w Krakowie, oraz z Komitetem Organizacyjnym VI Międzynarodowego Salonu Fotografiki w Polsce. W 1933 roku został wiceprezesem Klubu Fotograficznego Y.M.C.A. w Krakowie, wziął też udział w VII Międzynarodowym Salonie Fotografiki w Krakowie. W 1934 roku był jednym ze współorganizatorów III Międzynarodowej Wystawy Fotografiki w Klubie Fotograficznym Y.M.C.A. w Krakowie. W 1924 roku otrzymał zaproszenie do VIII Międzynarodowego Salonu Fotografiki w Polsce. 
W okresie II wojny światowej fotograf nie podjął większej aktywności artystycznej. Zginęło wtedy wiele jego prac, zachowało się jedynie ok. czterdzieści prac w USA i część negatywów. Ten trudny czas Gardulski spędził w Krakowie, pozostając w kontakcie z tamtejszą grupą fotografów. Od 1945 roku współpracował z krakowską Sekcją Fotograficzno-Filmową Polskiego Towarzystwa Tatrzańskiego w charakterze sekretarza. Od 1947 był członkiem Związku Polskich Artystów Fotografików. W 1948 roku został wiceprezesem Oddziału Krakowskiego Polskiego Towarzystwa Fotograficznego. W 1949 przeszedł na emeryturę i został notariuszem oraz kierownikiem Państwowego Biura Notarialnego w Żywcu. W 1950 wziął udział w II Polskiej Wystawie we Wrocławiu. W 1956 roku ostatni raz wystawił swoje prace na Okręgowej Wystawie Fotografiki w Warszawie. W 1960 roku za 50 lecie pracy artystycznej został odznaczony Złotą Odznaką Związku Polskich Artystów Fotografików.

## Ordery i odznaczenia
- Złoty Krzyż Zasługi (7 czerwca 1939)[1]
- Złota Odznaka Związku Polskich Artystów Fotografików (1960)